# Andon
Andon (en francès Andon) és un municipi francès situat al departament dels Alps Marítims i a la regió de Provença – Alps – Costa Blava.

## Demografia
| 1962                                       | 1968 | 1975 | 1982 | 1990 | 1999 | 2006 |
| ------------------------------------------ | ---- | ---- | ---- | ---- | ---- | ---- |
| 335                                        | 341  | 444  | 249  | 300  | 341  | 506  |
| Des de 1962: població sense dobles comptes |      |      |      |      |      |      |

## Administració
| Període   | Identitat              | Partit |
| --------- | ---------------------- | ------ |
| 1983-1991 | Roger Perrimond        |        |
| 1991-2002 | Adrien Prato           |        |
| 2002-     | Michèle Sicard-Olivier |        |